# Rekordy Polski w lekkoatletyce

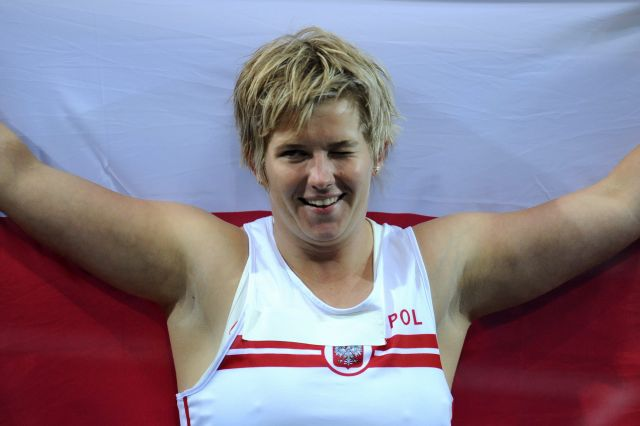
Anita Włodarczyk – aktualna rekordzistka Polski w rzucie młotem

Rekordy Polski w lekkoatletyce – najlepsze w historii rezultaty uzyskane przez Polaków i oficjalnie zatwierdzone przez Polski Związek Lekkiej Atletyki.
Rekordy Polski w konkurencjach lekkoatletycznych zaczęto odnotowywać jeszcze przed odzyskaniem przez kraj niepodległości w roku 1918. Polski Związek Lekkiej Atletyki powstał 11 października 1919 roku w Krakowie – pierwszą organizację sportową w niepodległej Polsce – a latem kolejnego roku rozegrano we Lwowie pierwsze w historii mistrzostwa Polski seniorów. W grudniu 1921 roku PZLA pierwszy raz w historii dokonał oficjalnej weryfikacji rekordów Polski.
Oszczepnik Julian Gruner był pierwszym w historii rekordzistą, który najlepszy wynik osiągnął poza granicami kraju – 12 lipca 1925 roku w Paryżu zawodnik uzyskał wynik 57,56.
W 1929 Stanisława Walasiewicz podczas zawodów w Królewskiej Hucie ustanowiła (w biegu na 60 metrów) wynikiem 7,6 nowy rekord świata. Trzy lata później w Antwerpii rekord globu ustanowił Janusz Kusociński pokonując dystans 3000 metrów w czasie 8:18,8. W 1953 roku w Jenie na meczu NRD – Polska Janusz Sidło wynikiem 80,15 ustanowił rekord Europy w rzucie oszczepem – wówczas pierwszy raz rekord Polski był jednocześnie najlepszym wynikiem na Starym Kontynencie. Wśród kobiet sztuki tej dokonały sprinterki z reprezentacyjnej sztafety 4 × 100 metrów – Maria Piątkowska, Barbara Sobotta, Elżbieta Szyroka oraz Teresa Ciepły – które podczas mistrzostw Europy w Belgradzie, 16 września 1962 roku, osiągnęły rezultat 44,5.

## Konkurencje olimpijskie

### Mężczyźni
| Konkurencja                        | Rezultat       | Zawodnik                                                              | Klub                  | Data                          | Zawody                                                                      | Miejsce           | Źródło                      |
| ---------------------------------- | -------------- | --------------------------------------------------------------------- | --------------------- | ----------------------------- | --------------------------------------------------------------------------- | ----------------- | --------------------------- |
| Bieg na 100 metrów                 | 10,00 +2,0 m/s | Marian Woronin                                                        | CWKS Legia Warszawa   | 9 czerwca 1984                | Memoriał Janusza Kusocińskiego                                              | Warszawa          | [ 11 ] [ 12 ] [ 13 ]        |
| Bieg na 200 metrów                 | 19,98 +1,7 m/s | Marcin Urbaś                                                          | AZS-AWF Kraków        | 25 sierpnia 1999              | Mistrzostwa świata                                                          | Sewilla           | [ 11 ] [ 12 ] [ 13 ]        |
| Bieg na 400 metrów                 | 44,62          | Tomasz Czubak                                                         | RKS Skra Warszawa     | 24 sierpnia 1999              | Mistrzostwa świata                                                          | Sewilla           | [ 11 ] [ 12 ] [ 13 ]        |
| Bieg na 800 metrów                 | 1:43,22        | Paweł Czapiewski                                                      | Lubusz Słubice        | 17 sierpnia 2001              | Weltklasse Zürich                                                           | Zurych            | [ 11 ] [ 12 ] [ 13 ]        |
| Bieg na 1500 metrów                | 3:30,42        | Marcin Lewandowski                                                    | AZS UMCS Lublin       | 9 lipca 2021                  | Herculis                                                                    | Monako            |                             |
| Bieg na 5000 metrów                | 13:17,69       | Bronisław Malinowski                                                  | Olimpia Grudziądz     | 5 lipca 1976                  | DN Galan                                                                    | Sztokholm         | [ 11 ] [ 12 ] [ 13 ] [ 14 ] |
| Bieg na 10 000 metrów              | 27:53,61       | Jerzy Kowol                                                           | Górnik Zabrze         | 29 sierpnia 1978              | Mistrzostwa Europy                                                          | Praga             | [ 11 ] [ 12 ] [ 13 ]        |
| Bieg maratoński                    | 2:07:39        | Henryk Szost                                                          | WKS Grunwald Poznań   | 4 marca 2012                  | Maraton Lake Biwa                                                           | Ōtsu              | [ 15 ] [ 16 ]               |
| Bieg na 110 metrów przez płotki    | 13,25 +1,3 m/s | Damian Czykier                                                        | KS Podlasie Białystok | 11 czerwca 2022               | Mistrzostwa Polski                                                          | Suwałki           | [ 17 ]                      |
| Bieg na 110 metrów przez płotki    | 13,25 +1,1 m/s | Jakub Szymański                                                       | SKLA Sopot            | 28 czerwca 2024               | Mistrzostwa Polski                                                          | Bydgoszcz         |                             |
| Bieg na 400 metrów przez płotki    | 48,12          | Marek Plawgo                                                          | KS Warszawianka       | 28 sierpnia 2007              | Mistrzostwa świata                                                          | Osaka             | [ 11 ] [ 12 ] [ 13 ]        |
| Bieg na 3000 metrów z przeszkodami | 8:09,11        | Bronisław Malinowski                                                  | Olimpia Grudziądz     | 28 lipca 1976                 | Igrzyska olimpijskie                                                        | Montreal          | [ 11 ] [ 12 ] [ 13 ]        |
| Sztafeta 4 × 100 metrów            | 38,15          | Adrian Brzeziński Przemysław Słowikowski Patryk Wykrota Dominik Kopeć | Reprezentacja Polski  | 21 sierpnia 2022              | Mistrzostwa Europy                                                          | Monachium         |                             |
| Sztafeta 4 × 400 metrów            | 2:58,00        | Piotr Rysiukiewicz Tomasz Czubak Piotr Haczek Robert Maćkowiak        | Reprezentacja Polski  | 22 lipca 1998                 | Igrzyska Dobrej Woli                                                        | Nowy Jork         | [ 11 ] [ 12 ] [ 13 ]        |
| Chód na 20 kilometrów              | 1:18:22        | Robert Korzeniowski                                                   | WKS Wawel Kraków      | 9 lipca 2000                  | Mityng EAA                                                                  | Hildesheim        | [ 11 ] [ 12 ] [ 13 ]        |
| Chód na 50 kilometrów              | 3:36:03        | Robert Korzeniowski                                                   | WKS Wawel Kraków      | 27 sierpnia 2003              | Mistrzostwa świata                                                          | Paryż             | [ 11 ] [ 12 ] [ 13 ]        |
| Skok wzwyż                         | 2,38           | Artur Partyka                                                         | ŁKS Łódź              | 18 sierpnia 1996              | Hochsprung-Meeting Eberstad                                                 | Eberstadt         | [ 11 ] [ 12 ] [ 13 ]        |
| Skok o tyczce                      | 6,02           | Piotr Lisek                                                           | OSOT Szczecin         | 12 lipca 2019                 | Herculis                                                                    | Monako            |                             |
| Skok w dal                         | 8,28 +0,8 m/s  | Grzegorz Marciniszyn                                                  | RKS Skra Warszawa     | 14 lipca 2001                 | Meeting w Malles Venosta                                                    | Malles Venosta    | [ 11 ] [ 12 ] [ 13 ]        |
| Trójskok                           | 17,53 +1,6 m/s | Zdzisław Hoffmann                                                     | CWKS Legia Warszawa   | 4 czerwca 1985                | Meeting de Atletismo Madrid                                                 | Madryt            | [ 11 ] [ 12 ] [ 13 ] [ 18 ] |
| Pchnięcie kulą                     | 22,32          | Michał Haratyk                                                        | Sprint Bielsko-Biała  | 28 lipca 2019 3 sierpnia 2019 | Gwiazdy na Warszawskich Fontannach Festiwal Rzutów im. Kamili Skolimowskiej | Warszawa Cetniewo | [ 19 ] [ 20 ]               |
| Rzut dyskiem                       | 71,84          | Piotr Małachowski                                                     | WKS Śląsk Wrocław     | 8 czerwca 2013                | Fanny Blankers-Koen Games                                                   | Hengelo           | [ 21 ]                      |
| Rzut młotem                        | 83,93          | Paweł Fajdek                                                          | KS Agros Zamość       | 9 sierpnia 2015               | Memoriał Janusza Kusocińskiego                                              | Szczecin          |                             |
| Rzut oszczepem                     | 89,55          | Marcin Krukowski                                                      | KS Warszawianka       | 8 czerwca 2021                | Paavo Nurmi Games                                                           | Turku             | [ 22 ]                      |
| Dziesięciobój                      | 8566 pkt.      | Sebastian Chmara                                                      | WKS Zawisza Bydgoszcz | 17 maja 1998                  |                                                                             | Murcja            | [ 11 ] [ 12 ] [ 13 ]        |

### Kobiety
| Konkurencja                        | Rezultat       | Zawodnik                                                                             | Klub                  | Data             | Zawody                         | Miejsce   | Źródło                      |
| ---------------------------------- | -------------- | ------------------------------------------------------------------------------------ | --------------------- | ---------------- | ------------------------------ | --------- | --------------------------- |
| Bieg na 100 metrów                 | 10,93 +1,8 m/s | Ewa Kasprzyk                                                                         | Olimpia Poznań        | 27 czerwca 1986  | Mistrzostwa Polski seniorów    | Grudziądz | [ 12 ] [ 23 ] [ 24 ] [ 25 ] |
| Bieg na 200 metrów                 | 22,13 +1,2 m/s | Ewa Kasprzyk                                                                         | Olimpia Poznań        | 8 lipca 1986     | Igrzyska dobrej woli           | Moskwa    | [ 12 ] [ 23 ] [ 24 ] [ 26 ] |
| Bieg na 400 metrów                 | 48,90          | Natalia Kaczmarek                                                                    | KS Podlasie Białystok | 20 lipca 2024    | London Athletics Meet          | Londyn    | [ 27 ]                      |
| Bieg na 800 metrów                 | 1:56,95        | Jolanta Januchta                                                                     | Gwardia Warszawa      | 11 sierpnia 1980 |                                | Budapeszt | [ 12 ] [ 23 ] [ 24 ]        |
| Bieg na 1500 metrów                | 3:57,31        | Weronika Lizakowska                                                                  | Remus Kościerzyna     | 8 sierpnia 2024  | Igrzyska Olimpijskie           | Paryż     | [ 28 ]                      |
| Bieg na 5000 metrów                | 15:04,88       | Lidia Chojecka                                                                       | WLKS Siedlce          | 6 września 2002  | Internationales Stadionfest    | Berlin    | [ 12 ] [ 23 ] [ 24 ]        |
| Bieg na 10 000 metrów              | 31:43,51       | Karolina Jarzyńska                                                                   | niestowarzyszona      | 27 czerwca 2013  | Zlatá Tretra                   | Ostrawa   | [ 12 ] [ 29 ]               |
| Bieg maratoński                    | 2:25:52        | Aleksandra Lisowska                                                                  | KS AZS UWM Olsztyn    | 3 grudnia 2023   | Maraton w Walencji             | Walencja  | [ 30 ]                      |
| Bieg na 100 metrów przez płotki    | 12,36 +1,9 m/s | Grażyna Rabsztyn                                                                     | Gwardia Warszawa      | 13 czerwca 1980  | Memoriał Janusza Kusocińskiego | Warszawa  | [ 12 ] [ 23 ] [ 24 ]        |
| Bieg na 400 metrów przez płotki    | 53,86          | Anna Jesień                                                                          | AZS-AWF Warszawa      | 28 sierpnia 2007 | Mistrzostwa świata             | Osaka     | [ 12 ] [ 23 ] [ 24 ]        |
| Bieg na 3000 metrów z przeszkodami | 9:16,51        | Alicja Konieczek                                                                     | OŚ AZS Poznań         | 3 sierpnia 2024  | Igrzyska Olimpijskie           | Paryż     | [ 31 ]                      |
| Sztafeta 4 × 100 metrów            | 42,61          | Pia Skrzyszowska Anna Kiełbasińska Marika Popowicz-Drapała Ewa Swoboda               | Reprezentacja Polski  | 21 sierpnia 2022 | Mistrzostwa Europy             | Monachium |                             |
| Sztafeta 4 × 400 metrów            | 3:20,53        | Natalia Kaczmarek Iga Baumgart-Witan Małgorzata Hołub-Kowalik Justyna Święty-Ersetic | Reprezentacja Polski  | 7 sierpnia 2021  | Igrzyska olimpijskie           | Tokio     |                             |
| Chód na 20 kilometrów              | 1:27:31        | Katarzyna Zdziebło                                                                   | LKS Stal Mielec       | 15 lipca 2022    | Mistrzostwa świata             | Eugene    |                             |
| Skok wzwyż                         | 2,02           | Kamila Lićwinko                                                                      | KS Podlasie Białystok | 21 lutego 2015   | Halowe mistrzostwa Polski      | Toruń     |                             |
| Skok o tyczce                      | 4,85           | Anna Rogowska                                                                        | SKLA Sopot            | 6 marca 2011     | Halowe mistrzostwa Europy      | Paryż     | [ 12 ] [ 23 ] [ 24 ]        |
| Skok w dal                         | 6,97 +2,0 m/s  | Agata Karczmarek                                                                     | CWKS Legia Warszawa   | 6 sierpnia 1988  |                                | Lublin    | [ 12 ] [ 23 ] [ 24 ]        |
| Trójskok                           | 14,44 +1,8 m/s | Małgorzata Trybańska                                                                 | KS Warszawianka       | 29 lipca 2010    | Mistrzostwa Europy             | Barcelona | [ 12 ] [ 23 ] [ 24 ]        |
| Pchnięcie kulą                     | 19,58          | Ludwika Chewińska                                                                    | Gwardia Warszawa      | 26 czerwca 1976  | Mistrzostwa Polski             | Bydgoszcz | [ 12 ] [ 23 ] [ 24 ]        |
| Rzut dyskiem                       | 66,18          | Renata Katewicz                                                                      | SKS Start Łódź        | 7 sierpnia 1988  |                                | Łódź      | [ 12 ] [ 23 ] [ 24 ]        |
| Rzut młotem                        | 82,98          | Anita Włodarczyk                                                                     | RKS Skra Warszawa     | 28 sierpnia 2016 | Memoriał Kamili Skolimowskiej  | Warszawa  | [ 33 ]                      |
| Rzut oszczepem                     | 71,40          | Maria Andrejczyk                                                                     | LUKS Hańcza Suwałki   | 9 maja 2021      | Puchar Europy w rzutach        | Split     | [ 12 ]                      |
| Siedmiobój                         | 6672 pkt.      | Adrianna Sułek                                                                       | BRDA Bydgoszcz        | 17-18 lipca 2022 | Mistrzostwa świata             | Eugene    |                             |

### Mieszane
| Konkurencja                                    | Rezultat | Zawodnicy                                                                    | Klub                 | Data            | Zawody                       | Miejsce | Źródło |
| ---------------------------------------------- | -------- | ---------------------------------------------------------------------------- | -------------------- | --------------- | ---------------------------- | ------- | ------ |
| Sztafeta 4 × 400 metrów                        | 3:09,43  | Maksymilian Szwed Justyna Święty-Ersetic Daniel Sołtysiak Natalia Bukowiecka | Reprezentacja Polski | 29 czerwca 2025 | Drużynowe mistrzostwa Europy | Madryt  |        |
| Sztafeta 2 x 2 w chodzie na dystansie maratonu | 3:00:55  | Maher Ben Hlima Olga Chojecka                                                | Reprezentacja Polski | 7 sierpnia 2024 | Igrzyska olimpijskie         | Paryż   |        |

## Pozostałe konkurencje

### Mężczyźni
| Konkurencja                        | Rezultat       | Zawodnik                                                            | Klub                     | Data                 | Zawody                                       | Miejsce          | Źródło               |
| ---------------------------------- | -------------- | ------------------------------------------------------------------- | ------------------------ | -------------------- | -------------------------------------------- | ---------------- | -------------------- |
| Bieg na 100 jardów                 | 9,53 +1,0 m/s  | Dariusz Kuć                                                         | WKS Zawisza Bydgoszcz    | 31 maja 2011         | Zlatá Tretra                                 | Ostrawa          | [ 34 ] [ 35 ]        |
| Bieg na 150 metrów                 | 15,16 -1,9 m/s | Marcin Urbaś                                                        | AZS-AWF Kraków           | 29 maja 2002         | Beskidianathletic                            | Bielsko-Biała    | [ 12 ] [ 36 ]        |
| Bieg na 300 metrów                 | 31,93          | Karol Zalewski                                                      | KS AZS UWM Olsztyn       | 7 września 2014      | Rieti Meeting 2014                           | Rieti            | [ 12 ] [ 37 ]        |
| Bieg na 500 metrów                 | 1:00,56        | Jakub Krzewina                                                      | WKS Śląsk Wrocław        | 21 maja 2016         |                                              | Wrocław          |                      |
| Bieg na 600 metrów                 | 1:14,55        | Adam Kszczot                                                        | RKS Łódź                 | 5 sierpnia 2009      | Lahti Games                                  | Lahti            | [ 12 ] [ 38 ]        |
| Bieg na 1000 metrów                | 2:14,30        | Marcin Lewandowski                                                  | SL WKS Zawisza Bydgoszcz | 25 sierpnia 2016     | Diamentowa Liga                              | Lozanna          | [ 39 ]               |
| Bieg na milę                       | 3:49,11        | Marcin Lewandowski                                                  | AZS UMCS Lublin          | 1 lipca 2021         | Bislett Games                                | Oslo             | [ 40 ]               |
| Bieg na 2000 metrów                | 4:57,09        | Marcin Lewandowski                                                  | SL WKS Zawisza Bydgoszcz | 19 sierpnia 2020     | Memoriał Ireny Szewińskiej                   | Bydgoszcz        | [ 41 ]               |
| Bieg na 3000 metrów                | 7:42,4         | Bronisław Malinowski                                                | Olimpia Grudziądz        | 4 lipca 1976         | Bislett Games                                | Oslo             | [ 11 ] [ 12 ] [ 13 ] |
| Bieg na 2 mile                     | 8:17,8         | Bronisław Malinowski                                                | Olimpia Grudziądz        | 21 sierpnia 1974     | Internationales Stadionfest                  | Berlin Zachodni  | [ 13 ]               |
| Bieg na 20 000 metrów              | 59:24,8        | Leszek Bebło                                                        | Stal Stalowa Wola        | 31 marca 1990        |                                              | La Flèche        | [ 13 ]               |
| Bieg godzinny                      | 20,218 km      | Leszek Bebło                                                        | Stal Stalowa Wola        | 31 marca 1990        |                                              | La Flèche        | [ 13 ]               |
| Półmaraton                         | 1:01:32        | Krystian Zalewski                                                   | UKS Barnim Goleniów      | 17 października 2020 |                                              | Gdynia           |                      |
| Bieg na 25 000 metrów              | 1:17:54,0      | Kazimierz Podolak                                                   | Wybrzeże Gdańsk          | 19 października 1969 |                                              | Warszawa         | [ 11 ] [ 13 ]        |
| Bieg na 30 000 metrów              | 1:35:44,4      | Michał Wójcik                                                       | WKS Śląsk Wrocław        | 19 października 1969 |                                              | Warszawa         | [ 11 ] [ 13 ]        |
| Bieg na 300 metrów przez płotki    | 35,93          | Krzysztof Hołub                                                     | AZS UMCS Lublin          | 13 maja 2023         |                                              | Lublin           |                      |
| Bieg na 2000 metrów z przeszkodami | 5:20,00        | Krzysztof Wesołowski                                                | WKS Śląsk Wrocław        | 28 czerwca 1984      | Bislett Games                                | Oslo             | [ 13 ]               |
| Sztafeta 4 × 200 metrów            | 1:21,22        | Zbigniew Tulin Piotr Balcerzak Ryszard Pilarczyk Marcin Urbaś       | Reprezentacja Polski     | 14 lipca 2001        | Balt 2001                                    | Gdańsk           | [ 11 ] [ 13 ] [ 42 ] |
| Sztafeta 4 × 1500 metrów           | 15:02,6        | Zenon Szordykowski Józef Ziubrak Michał Skowronek Henryk Wasilewski | Reprezentacja Polski     | 5 maja 1976          |                                              | Ateny            | [ 11 ] [ 13 ]        |
| Chód na milę                       | 5:35,49        | Maher Ben Hlima                                                     | RKS Łódź                 | 4 czerwca 2023       | 69. Memoriał Janusza Kusocińskiego           | Chorzów          | [ 43 ] [ 44 ]        |
| Chód na 3000 metrów                | 10:45,60       | Maher Ben Hlima                                                     | RKS Łódź                 | 8 lutego 2025        | 4. Ogólnopolski Halowy Mityng POZLA          | Rzeszów          | [ 45 ]               |
| Chód na 5000 metrów                | 18:17,22       | Robert Korzeniowski                                                 | AZS-AWF Katowice         | 3 lipca 1992         |                                              | Reims            |                      |
| Chód na 5 kilometrów               | 18:21          | Robert Korzeniowski                                                 | AZS-AWF Katowice         | 15 września 1990     |                                              | Bad Salzdetfurth |                      |
| Chód na 10 000 metrów              | 38:26,53       | Robert Korzeniowski                                                 | WKS Wawel Kraków         | 31 maja 2002         |                                              | Ryga             |                      |
| Chód na 10 kilometrów              | 37:57          | Robert Korzeniowski                                                 | WKS Wawel Kraków         | 8 czerwca 2002       |                                              | Kraków           |                      |
| Chód 1-godzinny                    | 14,794 km      | Robert Korzeniowski                                                 | AZS-AWF Katowice         | 22 marca 1992        |                                              | Meaux            |                      |
| Chód na 20 000 metrów              | 1:19:52,0      | Robert Korzeniowski                                                 | WKS Wawel Kraków         | 4 września 2001      | Igrzyska Dobrej Woli                         | Brisbane         | [ 11 ] [ 13 ]        |
| Chód 2-godzinny                    | 27,020 km      | Jan Kłos                                                            | CWKS Resovia Rzeszów     | 29 września 1991     |                                              | Warszawa         |                      |
| Chód na 30 000 metrów              | 2:13:24,3      | Jan Kłos                                                            | CWKS Resovia Rzeszów     | 29 września 1991     |                                              | Warszawa         | [ 13 ]               |
| Chód na 35 kilometrów              | 2:27:51        | Maher Ben Hlima                                                     | RKS Łódź                 | 22 marca 2025        | Dudinská Päťdesiatka                         | Dudince          | [ 46 ]               |
| Chód na 50 000 metrów              | 3:52:53,0      | Jacek Bednarek                                                      | ROW Rybnik               | 15 maja 1992         |                                              | Bergen           | [ 11 ] [ 13 ]        |
| Rzut ciężarkiem                    | 21,67          | Paweł Fajdek                                                        | KS Agros Zamość          | 3 maja 2014          | 5. Memoriał dr. Zdzisława Furmanka w Rzutach | Kielce           | [ 47 ]               |

### Kobiety
| Konkurencja                        | Rezultat       | Zawodnik                                                 | Klub                     | Data                 | Zawody                                                 | Miejsce          | Źródło               |
| ---------------------------------- | -------------- | -------------------------------------------------------- | ------------------------ | -------------------- | ------------------------------------------------------ | ---------------- | -------------------- |
| Bieg na 150 metrów                 | 17,24 -0,4 m/s | Natalia Kaczmarek                                        | KS Podlasie Białystok    | 1 września 2024      |                                                        | Białystok        |                      |
| Bieg na 300 metrów                 | 35,51          | Natalia Bukowiecka                                       | KS Podlasie Białystok    | 9 sierpnia 2025      | Mityng Ambasadorów Białostockiego i Podlaskiego Sportu | Białystok        | [ 48 ]               |
| Bieg na 500 metrów                 | 1:07,18        | Natalia Kaczmarek                                        | KS Podlasie Białystok    | 3 września 2023      |                                                        | Olsztyn          |                      |
| Bieg na 600 metrów                 | 1:25,04        | Joanna Jóźwik                                            | AZS-AWF Warszawa         | 9 sierpnia 2015      |                                                        | Szczecin         |                      |
| Bieg na 1000 metrów                | 2:32,30        | Sofia Ennaoui                                            | AZS UMCS Lublin          | 14 sierpnia 2020     | Herculis                                               | Monako           |                      |
| Bieg na milę                       | 4:19,58        | Angelika Cichocka                                        | SKLA Sopot               | 9 lipca 2017         | London Grand Prix                                      | Londyn           |                      |
| Bieg na 2000 metrów                | 5:38,44        | Lidia Chojecka                                           | KS Warszawianka          | 4 września 2009      | Memorial Van Damme                                     | Bruksela         | [ 23 ] [ 24 ] [ 49 ] |
| Bieg na 3000 metrów                | 8:31,69        | Lidia Chojecka                                           | Pogoń Siedlce            | 30 sierpnia 2002     | Memorial Van Damme                                     | Bruksela         | [ 23 ] [ 24 ]        |
| Bieg na 2 mile                     | 9:28,80        | Renata Pliś                                              | Maraton Świnoujście      | 24 sierpnia 2014     |                                                        | Birmingham       |                      |
| Bieg na 20 kilometrów              | 1:07:20        | Iwona Lewandowska                                        | LKS Vectra-DGS Włocławek | 14 października 2012 |                                                        | Paryż            | [ 24 ] [ 50 ]        |
| Półmaraton                         | 1:09:18        | Karolina Nadolska                                        | KU AZS UAM Poznań        | 17 października 2021 | Poznań Półmaraton                                      | Poznań           |                      |
| Bieg na 2000 metrów z przeszkodami | 6:00,81        | Aneta Konieczek                                          | WMLKS Nadodrze Powodowo  | 23 czerwca 2024      |                                                        | Poznań           |                      |
| Sztafeta 4 × 200 metrów            | 1:34,98        | Paulina Guzowska Kamila Ciba Klaudia Adamek Marlena Gola | Reprezentacja Polski     | 2 maja 2021          | World Athletics Relays                                 | Chorzów          |                      |
| Chód na 3000 metrów                | 12:16,00       | Katarzyna Radtke                                         | Lechia Gdańsk            | 1 maja 1993          |                                                        | Sopot            |                      |
| Chód na 3 kilometry                | 12:31          | Katarzyna Radtke                                         | Lechia Gdańsk            | 9 maja 1993          |                                                        | Søfteland        |                      |
| Chód na 5000 metrów                | 20:51,96       | Katarzyna Radtke                                         | Lechia Gdańsk            | 20 czerwca 1993      |                                                        | Sopot            |                      |
| Chód na 5 kilometrów               | 21:03          | Katarzyna Radtke                                         | Lechia Gdańsk            | 4 maja 1996          |                                                        | Sopot            |                      |
| Chód na 10 000 metrów              | 42:47,4        | Katarzyna Radtke                                         | Lechia Gdańsk            | 8 maja 1993          |                                                        | Fana             |                      |
| Chód na 10 kilometrów              | 42:17          | Katarzyna Radtke                                         | Lechia Gdańsk            | 11 maja 1996         |                                                        | Eisenhüttenstadt |                      |
| Chód 1-godzinny                    | 12,032 km      | Kazimiera Mosio                                          | Tęcza-Sokół Mielec       | 10 października 1993 |                                                        | Mielec           |                      |
| Chód na 20 000 metrów              | 1:52:10,5      | Lucyna Rokitowska                                        | AZS Katowice             | 17 października 1982 |                                                        | Zabrze           |                      |
| Chód 2-godzinny                    | 20,934 km      | Lucyna Rokitowska                                        | AZS Katowice             | 9 października 1983  |                                                        | Zabrze           |                      |
| Chód na 30 000 metrów              | 2:57:28,8      | Lucyna Rokitowska                                        | AZS Katowice             | 9 października 1983  |                                                        | Zabrze           |                      |
| Chód na 35 kilometrów              | 2:40:03        | Katarzyna Zdziebło                                       | LKS Stal Mielec          | 22 lipca 2022        | Mistrzostwa świata                                     | Eugene           |                      |
| Chód na 50 kilometrów              | 4:31:19        | Agnieszka Ellward                                        | WKS Flota Gdynia         | 19 maja 2019         | Puchar Europy w chodzie sportowym                      | Olita            | [ 51 ]               |